# Ranger (General Motors)

Logo der Marke Ranger

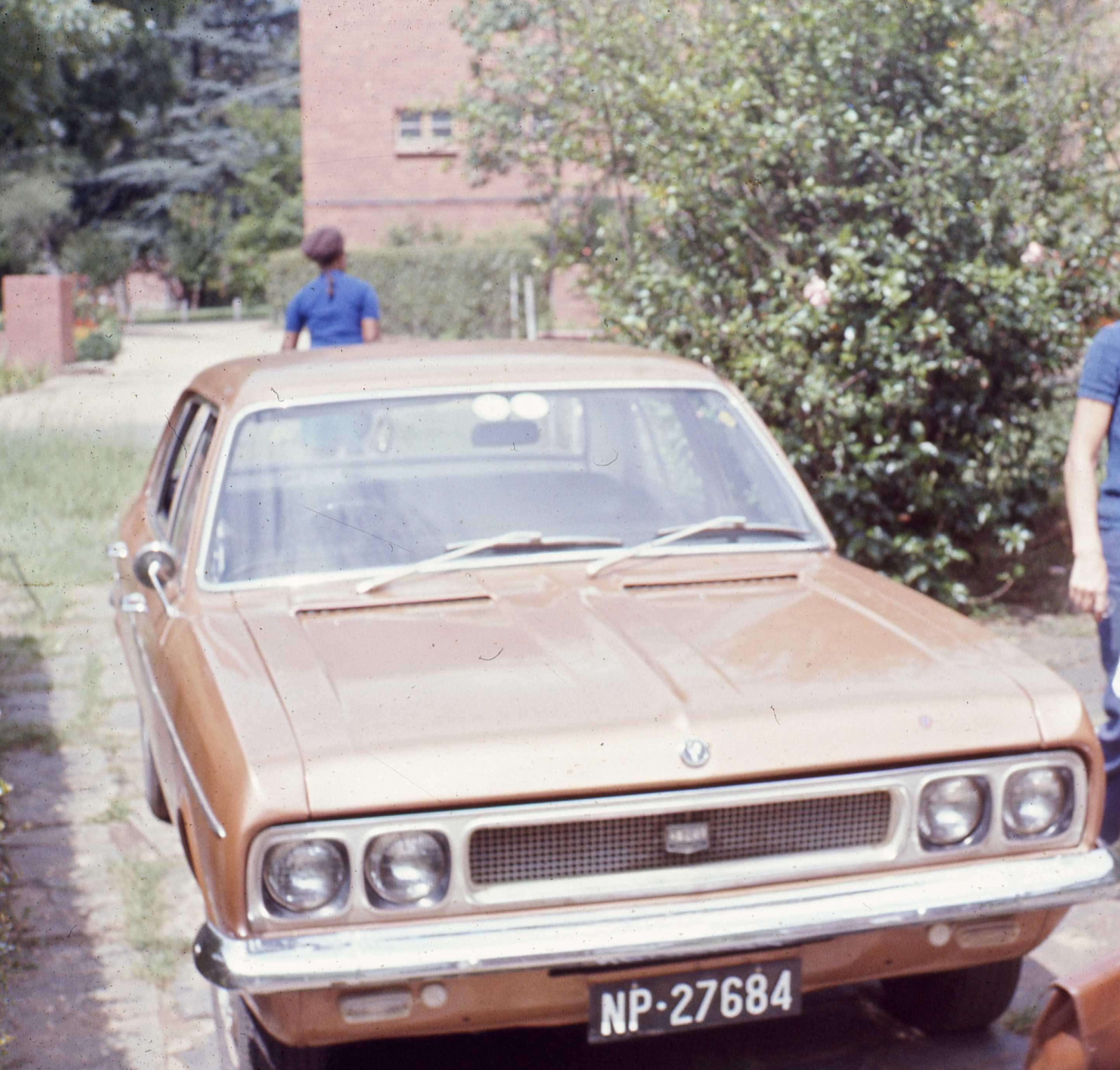
Bild eines Ranger (Südafrikanisches Modell) aus dem Jahr 1974.

Ranger war eine Automarke. Die Ranger-Fahrzeuge wurden in den 1960er- und 1970er-Jahren unter dem Dach des General Motors-Konzerns gefertigt. Der Ranger reiht sich in die weltweit produzierte Opel Rekord C-Familie ein, die auch in Brasilien (Chevrolet Opala) und Mexiko hergestellt wurde.

## Beschreibung
Die Marke existierte ursprünglich in Südafrika, später wurden auch in der Schweiz (im GM-Werk in Biel) und in Belgien (Antwerpen) zusammengebaute Fahrzeuge unter der Marke "Ranger" verkauft, einige Fahrzeuge auch in den Niederlanden.
Die ersten Ranger-Fahrzeuge basierten technisch auf der Opel-Rekord-Baureihe der 1960er-Jahre (Opel Rekord C/Opel Commodore A). Äußerlich erinnerten einige Karosserieteile, wie etwa die Kühlermaske, an den Vauxhall Victor.
Bei den im Sommer 1968 eingeführten südafrikanischen Modellen wurden Chevrolet-Motoren eingebaut. Die in Europa gebauten Modellen hatten Opel-Motoren, und zwar die gesamte auch in den entsprechenden Rekord- und Commodore-Modellen angebotene Palette.
Das erste Ranger-Modell (1968–1972) wird heute als Ranger A bezeichnet, ab 1972 gab es den Ranger B. Dieser basierte auf Opel Rekord D bzw. Opel Commodore B.

## Modelle

### Ranger A (Südafrika)
In Südafrika wurde der Ranger von General Motors South Africa als zwei- und viertürige Limousine, als zweitüriges Hardtop-Coupé und als fünftüriger Kombi angeboten. Bis auf die Vauxhall-ähnliche Frontpartie und einige Details wie Radkappen und Heckleuchten entsprach er optisch völlig dem Rekord C. Verwendet wurden Chevrolet-Vierzylinder von 2,1 Liter ("Ranger 130", 73 DIN-PS) und 2,5 Liter ("Ranger 153", jeweils nach dem Hubraum in Kubikzoll so genannt; 106 SAE-PS) Hubraum, ferner gab es, nur als Coupé und Viertürer, den Ranger 153 HO und SS 153 (2,5 Liter, 120 SAE-PS). Geschaltet wurde über ein synchronisiertes Vierganggetriebe oder per Trimatic-Dreigangautomatik.
| Ranger                                 | 130                                                                                | 130 HC                                                                             | 153                                                                                | SS 153                                                                             |
| -------------------------------------- | ---------------------------------------------------------------------------------- | ---------------------------------------------------------------------------------- | ---------------------------------------------------------------------------------- | ---------------------------------------------------------------------------------- |
| Motor:                                 | 4-Zylinder-Reihenmotor (Viertakt)                                                  | 4-Zylinder-Reihenmotor (Viertakt)                                                  | 4-Zylinder-Reihenmotor (Viertakt)                                                  | 4-Zylinder-Reihenmotor (Viertakt)                                                  |
| Hubraum:                               | 2124 cm³                                                                           | 2124 cm³                                                                           | 2479 cm³                                                                           | 2479 cm³                                                                           |
| Bohrung × Hub:                         | 90,5 × 82,55 mm                                                                    | 90,5 × 82,55 mm                                                                    | 97,79 × 82,55 mm                                                                   | 97,79 × 82,55 mm                                                                   |
| Leistung bei 1/min:                    | 48 kW (65 PS) bei 4400                                                             | 54 kW (73 PS) bei 4400                                                             | 57 kW (77,5 PS) bei 4000                                                           | 88 kW (120 SAE-PS) bei 4600                                                        |
| Max. Drehmoment bei 1/min:             | 155 Nm bei 2400                                                                    | 174 Nm bei 2800                                                                    | 206 Nm bei 2400                                                                    | 220 Nm bei 3200                                                                    |
| Verdichtung:                           | 7,5:1                                                                              | 8,5:1                                                                              | 8,5:1                                                                              |                                                                                    |
| Gemischaufbereitung:                   | 1 Fallstromvergaser                                                                | 1 Fallstromvergaser                                                                | 1 Fallstromvergaser                                                                | 1 Doppelvergaser Weber                                                             |
| Ventilsteuerung:                       | Seitliche Nockenwelle, Antrieb über Zahnräder                                      | Seitliche Nockenwelle, Antrieb über Zahnräder                                      | Seitliche Nockenwelle, Antrieb über Zahnräder                                      | Seitliche Nockenwelle, Antrieb über Zahnräder                                      |
| Kühlung:                               | Wasserkühlung                                                                      | Wasserkühlung                                                                      | Wasserkühlung                                                                      | Wasserkühlung                                                                      |
| Getriebe:                              | Vollsynchronisiertes 3- oder 4-Gang-Getriebe Hinterradantrieb                      | Vollsynchronisiertes 3- oder 4-Gang-Getriebe Hinterradantrieb                      | Vollsynchronisiertes 3- oder 4-Gang-Getriebe Hinterradantrieb                      | Vollsynchronisiertes 3- oder 4-Gang-Getriebe Hinterradantrieb                      |
| Radaufhängung vorn:                    | Dreieckslenker oben, Querlenker mit Zugstrebe unten, Schraubenfedern, Stabilisator | Dreieckslenker oben, Querlenker mit Zugstrebe unten, Schraubenfedern, Stabilisator | Dreieckslenker oben, Querlenker mit Zugstrebe unten, Schraubenfedern, Stabilisator | Dreieckslenker oben, Querlenker mit Zugstrebe unten, Schraubenfedern, Stabilisator |
| Radaufhängung hinten:                  | Starrachse an vier Längslenkern, Panhardstab, Schraubenfedern                      | Starrachse an vier Längslenkern, Panhardstab, Schraubenfedern                      | Starrachse an vier Längslenkern, Panhardstab, Schraubenfedern                      | Starrachse an vier Längslenkern, Panhardstab, Schraubenfedern                      |
| Bremsen:                               | Scheibenbremsen vorne, Trommelbremsen hinten, Servo                                | Scheibenbremsen vorne, Trommelbremsen hinten, Servo                                | Scheibenbremsen vorne, Trommelbremsen hinten, Servo                                | Scheibenbremsen vorne, Trommelbremsen hinten, Servo                                |
| Lenkung:                               | Kugelumlauflenkung                                                                 | Kugelumlauflenkung                                                                 | Kugelumlauflenkung                                                                 | Kugelumlauflenkung                                                                 |
| Karosserie:                            | Stahlblech, selbsttragend                                                          | Stahlblech, selbsttragend                                                          | Stahlblech, selbsttragend                                                          | Stahlblech, selbsttragend                                                          |
| Spurweite vorn/hinten:                 | 1400/1400 mm                                                                       | 1400/1400 mm                                                                       | 1400/1400 mm                                                                       | 1400/1400 mm                                                                       |
| Radstand:                              | 2670 mm                                                                            | 2670 mm                                                                            | 2670 mm                                                                            | 2670 mm                                                                            |
| Abmessungen:                           | 4550 × 1750 × 1460 mm                                                              | 4550 × 1750 × 1460 mm                                                              | 4550 × 1750 × 1460 mm                                                              | 4550 × 1750 × 1460 mm                                                              |
| Leergewicht:                           | 1035–1095 kg                                                                       | 1035–1095 kg                                                                       | 1035–1095 kg                                                                       | 1035–1095 kg                                                                       |
| Höchstgeschwindigkeit:                 | ca. 140 km/h                                                                       | ca. 145 km/h                                                                       | ca. 155 km/h                                                                       | ca. 165 km/h                                                                       |
| 0–100 km/h (Werk):                     | nicht angegeben                                                                    | nicht angegeben                                                                    | nicht angegeben                                                                    | nicht angegeben                                                                    |
| Verbrauch (Liter/100 Kilometer, Werk): | ca. 10–12,5 N/S                                                                    | ca. 10–12,5 N/S                                                                    | ca. 10–13 S                                                                        | ca. 10–15 S                                                                        |

### Ranger A (Europa)

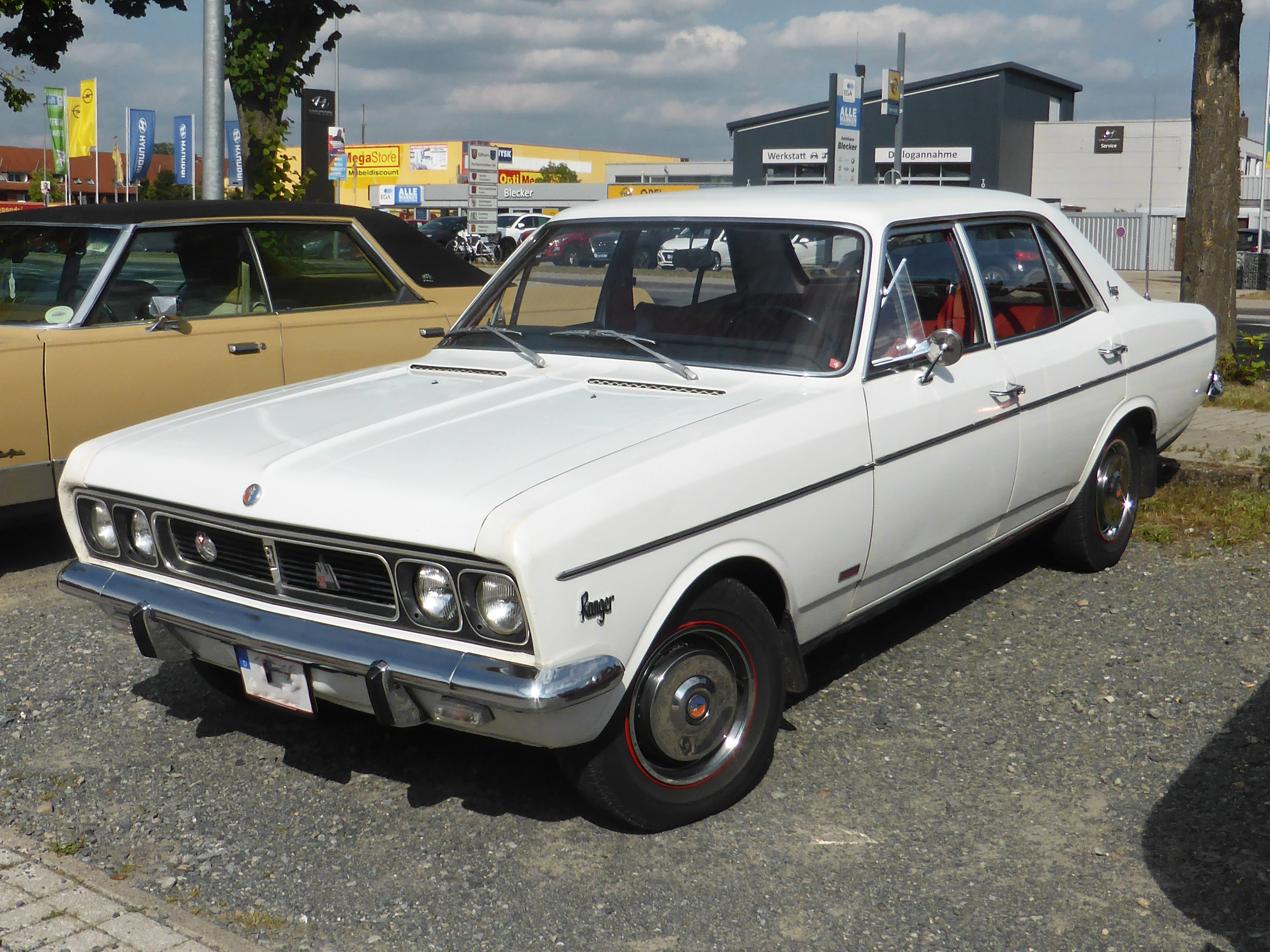
Ranger A (Europa)

In Europa wurde ab Anfang 1970 im schweizerischen Biel und in Antwerpen ein mit dem südafrikanischen weitgehend baugleiches Modell (bis hin zum Springbock-Emblem) montiert, allerdings mit Opel-Motoren versehen. Zum Einsatz kamen der 1900 S-Motor (90 PS) aus dem Rekord, der 2500 (120 PS) und der 2500 S (130 PS) aus dem Commodore. Vertrieben wurde der Ranger in ausgewählten Ländern über die jeweiligen Vauxhall-Händler; das erklärt den auch hier verwendeten Vauxhall-Kühlergrill und die Modellpalette: den 1900 gab es nur als Zweitürer (weil Vauxhall mit dem Victor keine Zweiliter-Limousine im Programm hatte), die 2500 und 2500 GTS hingegen auch als Viertürer (weil Vauxhall selbst in dieser Klasse nicht vertreten war). In der Schweiz kostete ein zweitüriger Ranger 1900 im Jahr 1971 SFr 11.325, ein vergleichbarer Rekord 1900 SFr 11.450, der viertürige Vauxhall Ventora 2000 SFr 11.300.

### "Ranger B" (Südafrika)
Nach Art des Ranger A wurde ab 1973 in Südafrika ein neues Modell auf Basis des Rekord D/Commodore B angeboten, das allerdings nicht mehr den Namen Ranger trug, sondern Chevrolet 2500 (Chevrolet-Vierzylinder) bzw. 3800/4100 (Chevrolet-Sechszylinder) hieß. Von den Motoren abgesehen waren die Unterschiede zu den Opel-Modellen gering.
| Chevrolet                              | 2500                                                                               | 3800                                                                               | 4100                                                                               |
| -------------------------------------- | ---------------------------------------------------------------------------------- | ---------------------------------------------------------------------------------- | ---------------------------------------------------------------------------------- |
| Motor:                                 | 4-Zylinder-Reihenmotor (Viertakt)                                                  | 6-Zylinder-Reihenmotor (Viertakt)                                                  | 6-Zylinder-Reihenmotor (Viertakt)                                                  |
| Hubraum:                               | 2479 cm³                                                                           | 3768 cm³                                                                           | 4093 cm³                                                                           |
| Bohrung × Hub:                         | 98,4 × 82,55 mm                                                                    | 98,43 × 82,55 mm                                                                   | 98,43 × 89,66 mm                                                                   |
| Leistung bei 1/min:                    | 88 kW (120 SAE-PS) bei 4600                                                        | 104 kW (142 SAE-PS) bei 4400                                                       | 115 kW (157 SAE-PS) bei 4200                                                       |
| Max. Drehmoment bei 1/min:             | 216 Nm bei 3200                                                                    | 298 Nm bei 1600                                                                    | 318 Nm bei 1600                                                                    |
| Verdichtung:                           | 8,5:1                                                                              | 8,5:1                                                                              | 8,5:1                                                                              |
| Gemischaufbereitung:                   | 1 Doppelvergaser Weber                                                             | 1 Fallstromvergaser Rochester                                                      | 1 Fallstromvergaser Rochester                                                      |
| Ventilsteuerung:                       | Seitliche Nockenwelle, Antrieb über Zahnräder                                      | Seitliche Nockenwelle, Antrieb über Zahnräder                                      | Seitliche Nockenwelle, Antrieb über Zahnräder                                      |
| Kühlung:                               | Wasserkühlung                                                                      | Wasserkühlung                                                                      | Wasserkühlung                                                                      |
| Getriebe:                              | 4-Gang-Getriebe a.W. Dreigangautomatik Hinterradantrieb                            | 4-Gang-Getriebe a.W. Dreigangautomatik Hinterradantrieb                            | 4-Gang-Getriebe a.W. Dreigangautomatik Hinterradantrieb                            |
| Radaufhängung vorn:                    | Dreieckslenker oben, Querlenker mit Zugstrebe unten, Schraubenfedern, Stabilisator | Dreieckslenker oben, Querlenker mit Zugstrebe unten, Schraubenfedern, Stabilisator | Dreieckslenker oben, Querlenker mit Zugstrebe unten, Schraubenfedern, Stabilisator |
| Radaufhängung hinten:                  | Starrachse an vier Längslenkern, Panhardstab, Schraubenfedern                      | Starrachse an vier Längslenkern, Panhardstab, Schraubenfedern                      | Starrachse an vier Längslenkern, Panhardstab, Schraubenfedern                      |
| Bremsen:                               | Scheibenbremsen vorne, Trommelbremsen hinten, Servo                                | Scheibenbremsen vorne, Trommelbremsen hinten, Servo                                | Scheibenbremsen vorne, Trommelbremsen hinten, Servo                                |
| Lenkung:                               | Zahnstangenlenkung                                                                 | Zahnstangenlenkung                                                                 | Zahnstangenlenkung                                                                 |
| Karosserie:                            | Stahlblech, selbsttragend                                                          | Stahlblech, selbsttragend                                                          | Stahlblech, selbsttragend                                                          |
| Spurweite vorn/hinten:                 | 1425/1410 mm                                                                       | 1425/1410 mm                                                                       | 1425/1410 mm                                                                       |
| Radstand:                              | 2670 mm                                                                            | 2670 mm                                                                            | 2670 mm                                                                            |
| Abmessungen:                           | 4570 × 1720 × 1415 mm                                                              | 4570 × 1720 × 1415 mm                                                              | 4570 × 1720 × 1415 mm                                                              |
| Leergewicht:                           | 1150 kg                                                                            | 1240 kg                                                                            | 1240 kg                                                                            |
| Höchstgeschwindigkeit:                 | ca. 155 km/h                                                                       | ca. 165 km/h                                                                       | ca. 170 km/h                                                                       |
| 0–100 km/h (Werk):                     | nicht angegeben                                                                    | nicht angegeben                                                                    | nicht angegeben                                                                    |
| Verbrauch (Liter/100 Kilometer, Werk): | ca. 13,5 S                                                                         | ca. 12–16 S                                                                        | ca. 12–17 S                                                                        |

### Ranger B (Europa)
Nur in Europa gab es unter dieser Bezeichnung den Ranger B auf Basis von Rekord D/Commodore B. Der Ranger B wurde nur in der Schweiz hergestellt und als Ranger 1700 (83 PS), 1900 (97 PS), 2500 (115 PS) und 2500 GTS (130 PS) angeboten, auf Wunsch gab es auch den 2800 GTS (140 PS). Den 1700 gab es nur als Zweitürige Limousine. Den 1900, 2500 GTS und 2800 GTS gab es nur als Coupé. Den 2500 gab es nur als Viertürige Limousine. Von Rekord und Commodore unterschied sich der Ranger B lediglich durch die Doppel- statt Rechteckscheinwerfer, die unter die vordere Stoßstange verlegten Blinker, einen anderen Kühlergrill, eine geänderte Heckblende, die Embleme und einer Motorhaube mit eckiger Hutze, die nicht der Dieselhaube entspricht, sondern ein eigenes Pressteil war. Ein Ranger 2500 GTS Coupé kostete 1973 in der Schweiz SFr 19.300, ein Commodore GS Coupé aus deutscher Produktion war mit SFr 19.250 demgegenüber sogar etwas preiswerter. (Der Ranger war 50.- Fr. teurer, weil er im Gegensatz zum Commodore vorne Doppelscheinwerfer hatte und die Blinker deswegen separat unter der Stoßstange montiert werden mussten.)